# Jiří Zídek (1944.)
Jiří Zidek stariji (1944.) je bivši češki košarkaš i državni reprezentativac. Iako je bio visine 206 cm, više je igrao na poziciji krila nego centra. Bio je jednim od legendarnih europskih košarakaša 1960-ih i 1970-ih. Odlikovala ga je borbenost, bio je dobra vanjskog skoka i horoga koji je bilo teško čuvati. 
Igrao je u Olomoucu. U ČSSR je uspio je dobiti dopuštenje za igranje u inozemstvu. Karijeru je okončao u Finskoj. S 38 je godina igrao i trenirao finski Forza Alku u dvjema sezonama. Za njega su se zanimali Boston Celticsi i najveći europski klubovi, no u ona hladnoratovska vremena "željezne zavjese" bilo je skoro pa nemoguće otići iz ČSSR-a u zemlje zapadnog bloka, osobito u SAD.
Otac je poznatog češkog košarkaša Jiříja Zideka.